# Vasiukivșciîna (Severînivka), Sumî
Vasiukivșciîna (în ucraineană Васюківщина) este un sat în comuna Severînivka din raionul Sumî, regiunea Sumî, Ucraina.

## Demografie
Componența lingvistică a localității Vasiukivșciîna
     Ucraineană (95,35%)
     Rusă (4,65%)
Conform recensământului din 2001, majoritatea populației localității Vasiukivșciîna era vorbitoare de ucraineană (95,35%), existând în minoritate și vorbitori de rusă (4,65%).